# Skorpeds församling
Skorpeds församling är en församling inom Svenska kyrkan i Örnsköldsviks kontrakt av Härnösands stift i Ångermanland, Örnsköldsviks kommun, Västernorrlands län. Församlingen ingår i Örnsköldsviks södra pastorat.
Församlingskyrka är Skorpeds kyrka.

## Administrativ historik
Församlingen bildades 1779 genom en utbrytning ur Sidensjö församling.
Församlingen var till 1869 annexförsamling i pastoratet Sidensjö och Skorped, för att därefter till 1998 utgöra ett eget pastorat. Församlingen var mellan 1998 och 2022 annexförsamling i pastoratet Anundsjö och Skorped.
1 januari 2022 uppgick församlingen i Örnsköldsviks södra pastorat.